# حمانة (مذيخرة)

تعديل مصدري - تعديل

حمانة محلة تابعة لقرية الثماري، التابعة لعزلة حمير بمديرية مذيخرة إحدى مديريات محافظة إب في الجمهورية اليمنية.، بلغ تعداد سكانها 170 حسب تعداد اليمن لعام 2004.